# Episodi di Baretta (terza stagione)
La terza stagione della serie televisiva Baretta, composta da 24 episodi, è stata trasmessa negli Stati Uniti dal 22 settembre 1976 al 4 maggio 1977 su ABC. In Italia è stata trasmessa in prima visione su Canale 5 nel 1985.
| nº | Titolo originale                      | Titolo italiano           | Prima TV USA      | Prima TV Italia |
| -- | ------------------------------------- | ------------------------- | ----------------- | --------------- |
| 1  | The Ninja                             | Il ninja                  | 22 settembre 1976 | 1985            |
| 2  | Soldier in the Jungle                 | Un soldato nella giungla  | 29 settembre 1976 | 1985            |
| 3  | Runaway Cowboy                        | Un cowboy da passerella   | 6 ottobre 1976    | 1985            |
| 4  | Street Edition                        | Edizione stradale         | 13 ottobre 1976   | 1985            |
| 5  | They Don't Make 'Em Like They Used To | Mai come una volta        | 20 ottobre 1976   | 1985            |
| 6  | Shoes                                 | Shoes                     | 27 ottobre 1976   | 1985            |
| 7  | Under the City                        | Sotto la città            | 3 novembre 1976   | 1985            |
| 8  | Dear Tony                             | Caro Tony                 | 10 novembre 1976  | 1985            |
| 9  | Crazy Annie                           | Pazza Annie               | 24 novembre 1976  | 1985            |
| 10 | Nothin' for Nothin'                   | Niente per niente         | 1º dicembre 1976  | 1985            |
| 11 | Can't Win for Losin'                  | Vincitori e perdenti      | 15 dicembre 1976  | 1985            |
| 12 | Look Back in Terror                   | Indietro nel terrore      | 22 dicembre 1976  | 1985            |
| 13 | Don't Kill the Sparrow                | Non uccidere i passeri    | 12 gennaio 1977   | 1985            |
| 14 | That Sister Ain't No Cousin           | La cugina di nessuno      | 19 gennaio 1977   | 1985            |
| 15 | Open Season                           | Stagione aperta           | 26 gennaio 1977   | 1985            |
| 16 | The Reunion                           | La riunione               | 2 febbraio 1977   | 1985            |
| 17 | Not on Our Block                      | Non nel nostro blocco     | 9 febbraio 1977   | 1985            |
| 18 | The Runaways                          | I fuggiaschi              | 16 febbraio 1977  | 1985            |
| 19 | Everybody Pays the Fare               | Biglietto pagato          | 23 febbraio 1977  | 1985            |
| 20 | Think Mink                            | Menti sospettose          | 9 marzo 1977      | 1985            |
| 21 | Carla                                 | Carla                     | 16 marzo 1977     | 1985            |
| 22 | Big Bad Charlie                       | Il nostro Big Bad Charlie | 30 marzo 1977     | 1985            |
| 23 | Guns and Brothers                     | Armi e fratelli           | 6 aprile 1977     | 1985            |
| 24 | Playin' Police                        | Giocare alla polizia      | 4 maggio 1977     | 1985            |

## Il ninja
- Titolo originale: The Ninja
- Diretto da: Don Weis
- Scritto da: Larry Alexander e Alan B. Colter

### Trama
Baretta tenta di impedire ad un suo amico giapponese di vendicarsi personalmente della morte della figlia.

## Un soldato nella giungla
- Titolo originale: Soldier in the Jungle
- Diretto da: Sigmund Neufeld Jr.
- Scritto da: Norman Lessing e Gene Thompson

### Trama
Baretta scopre che un sicario potrebbe essere uno sei suoi amici d'infanzia.

## Un cowboy da passerella
- Titolo originale: Runaway Cowboy
- Diretto da: Robert Douglas
- Scritto da: Milt Rosen

### Trama
Baretta è sulle tracce per trovare un fotografo che è l'unico che può scagionare un giudice dalle accuse di corruzione.

## Edizione stradale
- Titolo originale: Street Edition
- Diretto da: Vincent Sherman
- Scritto da: Robert Hammer e Robert I. Holt

### Trama
Baretta incontra una giornalista per indagare su una rapina fallita per il denaro del sindacato.

## Mai come una volta
- Titolo originale: They Don't Make 'Em Like They Used To
- Diretto da: Sutton Roley
- Scritto da: Edward J. Lasko e S.S. Schweitzer

### Trama
Baretta si trova a dover cercare un ex detenuto, ingannato dai suoi complici durante una rapina in gioielleria.

## Shoes
- Titolo originale: Shoes
- Diretto da: Chris Robinson
- Scritto da: Lewis Davidson e Tony Kayden

### Trama
Baretta cerca aiuto ad un lustrascarpe per incastrare uno stupratore e assassino.

## Sotto la città
- Titolo originale: Under the City
- Diretto da: Cliff Bole
- Scritto da: S.S. Schweitzer

### Trama
Baretta si trova nei guai dopo che un autobus del penitenziario è stato dirottato dai detenuti con l'intenzione di scappare.

## Caro Tony
- Titolo originale: Dear Tony
- Diretto da: Robert Douglas
- Scritto da: Larry Alexander e Norman Hudis

### Trama
Baretta sente una storia su un suicidio di un'agente di polizia avvenuta dopo l'omicidio del marito avvenuta in un negozio di liquori.

## Crazy Annie
- Titolo originale: Crazy Annie
- Diretto da: Reza Badiyi
- Scritto da: Jeff Freilich e S.S. Schweitzer

### Trama
Baretta viene tenuto prigioniero da una donna, che crede che quest'ultimo stia ostacolando delle indagini.

## Niente per niente
- Titolo originale: Nothin' for Nothin
- Diretto da: Paul Stanley
- Scritto da: Dennis Landa, S.S. Schweitzer e Daniel B. Ullman

### Trama
Baretta sta lavorando ad un caso che riguarda un boss del racket, cercando di aiutare un ragazzo che cercava solo di fare del bene alla sua famiglia.

## Vincitori e perdenti
- Titolo originale: Can't Win for Losin
- Diretto da: Robert Douglas
- Scritto da: Cornelius Ballard e Irv Pearlberg

### Trama
Baretta indaga sull'acquisizione di un nuovo spacciatore in città che uccide altri spacciatori. Un suo amico, Joey Rich, prende in mano la situazione dopo che suo figlio è diventato tossicodipendente.

## Indietro nel terrore
- Titolo originale: Look Back in Terror
- Diretto da: Vincent Sherman
- Scritto da: Margaret Beddow Hatch

### Trama
Baretta si prende una vacanza di tre giorni con la sua nuova compagna, ma non si rende conto che l'ex di quest'ultima evade di prigione per vendicarsi.

## Non uccidere i passeri
- Titolo originale: Don't Kill the Sparrow
- Diretto da: Don Medford
- Scritto da: Alan Godfrey e Fenton Hobart Jr.

### Trama
Baretta indaga su un agente della Narcotici corrotto nonché spacciatore di droga, che ha appena ucciso il suo acquirente che scopre di essere un poliziotto.

## La cugina di nessuno
- Titolo originale: That Sister Ain't No Cousin
- Diretto da: Bruce Kessler
- Scritto da: Cornelius Ballard e Marc Stirdivant

### Trama
Baretta è sulle tracce di un boss della droga che fornisce la droga ai bambini e gli spacciatori vendono a ragazzi sempre più piccoli.

## Stagione aperta
- Titolo originale: Open Season
- Diretto da: Reza Badiyi
- Scritto da: Dallas L. Barnes

### Trama
Baretta è in lotta con un cacciatore di taglie nonché ex medico per trovare l'omicida della figlia di un banchiere.

## La riunione
- Titolo originale: The Reunion
- Diretto da: Don Medford
- Scritto da: Christopher Crowe, Don Medford e Steve Meixell

### Trama
Baretta viene chiesto aiuto da un suo vecchio amico per indagare sull'omicidio di un filantropo avvenuto davanti ad un ristorante mentre stava pranzando.

## Non nel nostro blocco
- Titolo originale: Not on Our Block
- Diretto da: Burt Brinckeroff
- Scritto da: Sean Baine

### Trama
Baretta si trova a dover indagare su un pirata della strada che ha investito un'anziana italo-americana, cercando di ragionare con la gente del quartiere per liberarsi del loro protettore.

## I fuggiaschi
- Titolo originale: The Runaways
- Diretto da: Don Medford
- Scritto da: Richard M. Bluel e Pat Fielder

### Trama
Quando Baretta salva tre fuggitivi tra cui una quindicenne incinta, e Baretta prende misure per incastrare il suo patrigno per averla abusata di lei e passata ai suoi amici.

## Biglietto pagato
- Titolo originale: Everybody Pays the Fare
- Diretto da: John Ward
- Scritto da: Sidney Ellis e Leonard B. Kaufman

### Trama
Baretta indaga sull'omicidio di suo padre avvenuto anni prima, grazie ad una dichiarazione sul letto di morte di un suo vecchio informatore.

## Menti sospettose
- Titolo originale: Think Mind
- Diretto da: Don Medford
- Scritto da: Richard M. Bluel, Pat Fielder e Paul Tuckahoe

### Trama
Baretta indaga su un furto di 200.000 dollari in visone e l'unico testimone è un senzatetto che aveva bisogno di un tetto.

## Carla
- Titolo originale: Carla
- Diretto da: Alex March
- Scritto da: Margaret Armen, Richard M. Bluel, Muriel Davison e Pat Fielder

### Trama
Baretta salva Carla dalla sua famiglia di mafiosi, l'FBI cercano di intimorirla per inserirla in un programma di protezione testimoni.

## Il nostro Big Bad Charlie
- Titolo originale: Big Bad Charlie
- Diretto da: Don Medford
- Scritto da: Christopher Crowe e Bernard L. Kowalski

### Trama
Baretta sta lavorando sotto copertura alla ricerca di una banda di Hong Kong, responsabile di una serie di rapine ai depositi di banche.

## Armi e fratelli
- Titolo originale: Guns and Brothers
- Diretto da: Bernard L. Kowalski
- Scritto da: Christopher Crowe, Don Medford e Ferde Rombola

### Trama
Baretta indaga su una serie di veicoli rubati, ma uno di quelli è pieno di M-16.

## Giocare alla polizia
- Titolo originale: Playin' Police
- Diretto da: Don Medford
- Scritto da: Ray Hutcherson

### Trama
Baretta indaga su due truffatori che si spacciano per poliziotti in borghese che derubano altri criminali.